# ابوک، اراضی مان
ابوک، اراضی مان (به لاتین: Abok, Mon State) در میانمار است که در ایالت مون واقع شده‌است.